# Sant Esteve d'Avinyonet
Sant Esteve d'Avinyonet és una església del municipi d'Avinyonet de Puigventós inclosa en l'Inventari del Patrimoni Arquitectònic de Catalunya.

## Descripció
L'església de Sant Esteve està situada al centre del poble. És un edifici de grans dimensions, d'una nau i planta rectangular. Conserva elements d'èpoques diverses, que corresponen principalment a dues etapes constructives (segles XII-XIII i segle xviii), així com la fortificació del temple amb murs emmerletats i atalussats que indiquen la seva integració al castell veí. Els merlets, perfectament conservats, presenten els garfis dels mantellets Del període romànic és el frontis, convertit en capçalera des del segle xviii, en canviar-se l'orientació del temple. L'antiga portalada es troba actualment tapiada i només se'n pot observar la forma de l'arc de mig punt de l'arc exterior. Al centre de la façana hi ha una finestra atrompetada d'arc de mig punt, i a la part superior un campanar de paret de dos pisos amb arcs de mig punt. La façana actual està situada a llevant i mostra el timpà corresponent a la portalada romànica encastada al mur, damunt la porta rectangular d'accés. L'interior és cobert amb volta de llunetes i decorat amb motllures.

## Història
El temple de Sant Esteve d'Avinyonet va ser construït en època romànica, segurament durant els segles XII-XIII. Posteriorment va ser reconstruït i fortificat al llarg del segle xv. I modificat completament el segle xviii, quan es va capgirar l'orientació de l'església i l'antiga portada va passar a ser capçalera. A aquesta darrera intervenció correspon la data del 1780 que hi ha en una de les obertures.